# Jan van de Graaff
Jan van de Graaff (Hengelo, 24 september 1944) is een Nederlandse voormalige roeier. Hij nam eenmaal deel aan de Olympische Spelen en won bij die gelegenheid een medaille.
Hij behaalde de bronzen medaille in de vier met stuurman op de Olympische Spelen van 1964 in Tokio. Met een tijd van 7.06,46 eindigde de Nederlands roeiploeg achter Duitsland en Italië, die in respectievelijk 7.00,44 en 7.02,84 over de finish kwamen.
In 1966 behaalde hij de gouden medaille in de twee met stuurman op de Wereldkampioenschappen in Bled achter Hadriaan van Nes en met stuurman Poul de Haan.
Hij studeerde aan de TH in Delft en was lid van de Delftsche Studenten RoeiVereeniging LAGA. Later werd hij werkzaam als ingenieur.

## Palmares

### roeien (vier met stuurman)
- 1964:  OS Tokio - 7.06,46

### roeien (twee met stuurman)
- 1966:  WK Bled - 7.12,23

Lex Mullink · 
Jan van de Graaff · 
Freek van de Graaff · 
Bobbie van de Graaf · 
Marius Klumperbeek (stuurman)